# Deprea
Genre
Deprea est un genre de plantes de la famille des Solanaceae.

## Liste d'espèces
Selon NCBI (16 avr. 2012) :
- Deprea bitteriana
- Deprea glabra
- Deprea orinocensis
- Deprea paneroi